# Museumregister Nederland
Het Museumregister Nederland is een (virtuele) lijst van musea in Nederland die worden erkend om hun kwaliteit. Het register wordt bijgehouden door de Stichting Museumregister Nederland, die wordt gefaciliteerd door de (Nederlandse) Museumvereniging, maar het register is daarvan sinds 2012 onafhankelijk.
In 2012 waren meer dan 400 musea opgenomen. De stichting is gehuisvest in Hilversum, in het gebouw van het Nederlands Instituut voor Beeld en Geluid. 
Musea worden beoordeeld op terreinen van bestuur, personeel, kwaliteit, middelen, voorzieningen en veiligheid, toegankelijkheid, collectiebeleid (verwerving, behoud en onderzoek), presentatie, marketing en educatie. De normen zijn vervat in een "Museumnorm". De eisen stoelen op de museumdefinitie van de International Council of Museums (ICOM) uit 2006, volgens de ICOM is een museum een "permanente instelling, niet gericht op het behalen van winst, toegankelijk voor publiek, die ten dienste staat van de samenleving en haar ontwikkeling".
Musea dienen zich ook te houden aan de Ethische Code voor Musea (2004) van de ICOM.
Een museum dat voldoet aan de museumnorm krijgt het keurmerk "geregistreerd museum". 